# Kevin Sessa
Kevin Sessa (Stuttgart, Baden-Wurtemberg, 6 de julio de 2000) es un futbolista germano-argentino. Juega como mediocampista y su equipo es el Hertha Berlín de la 2. Bundesliga de Alemania.
Sus hermanos mayores Dominic y Nicolás, y su primo Matthias Sessa también son futbolistas.

## Biografía
Kevin Sessa nació en la ciudad alemana de Stuttgart, el 6 de julio de 2000. Es el tercer hijo de Marcelo Sessa y Estela Flores, ambos argentinos. Tiene dos hermanos mayores, Dominic y Nicolás —también futbolistas—, y una hermana menor de nombre Sofía.

## Trayectoria
Se desarrolló en las juveniles del VfB Stuttgart, desde los 9 años de edad. Durante su etapa formativa, tuvo pasos por las categorías inferiores de Waiblingen y Stuttgarter Kickers.
En 2017, recaló en Heidenheim 1846, integrando su plantilla sub-19. Disputó las temporadas 2017-18 y 2018-19 de la Bundesliga sub-19 Sur/Suroeste, participando de 43 partidos y llegando a convertir 9 goles. Jugó, también, dos partidos en la Copa de Alemania Juvenil 2017-18, en la que Heidenheim fue eliminado a manos Werder Bremen sub-19 en octavos de final, con una goleada de 5-0.
Su debut en el primer equipo del Heidenheim se dio el 16 de marzo de 2018 ante Holstein Kiel, válido por la jornada 27 de la 2. Bundesliga 2017-18; Sessa fue titular y disputó los 90 minutos de aquel encuentro, que su equipo perdió por 2-1. Desde finales de la temporada 2018-19, forma parte del primer plantel del club.

## Estadísticas

### Clubes
| Club            | País     | Año       |
| --------------- | -------- | --------- |
| Heidenheim 1846 | Alemania | 2018-2024 |
| Hertha Berlín   | Alemania | 2024-     |

| Club | Div.                | Temporada           | Liga | Liga | Liga | Copas nacionales(1) | Copas nacionales(1) | Copas nacionales(1) | Torneos internacionales(2) | Torneos internacionales(2) | Torneos internacionales(2) | Total(3) | Total(3) | Total(3) |
| Club | Div.                | Temporada           | PJ   | G    | A    | PJ                  | G                   | A                   | PJ                         | G                          | A                          | PJ       | G        | A        |
| --- | ------------------- | ------------------- | ---- | ---- | ---- | ------------------- | ------------------- | ------------------- | -------------------------- | -------------------------- | -------------------------- | -------- | -------- | -------- |
| Heidenheim 1846 · Alemania | 2.ª                 | 2017-18             | 2    | 0    | 0    | 0                   | 0                   | 0                   | —                          | —                          | —                          | 2        | 0        | 0        |
| Heidenheim 1846 · Alemania | 2.ª                 | 2018-19             | 2    | 0    | 0    | 0                   | 0                   | 0                   | —                          | —                          | —                          | 2        | 0        | 0        |
| Heidenheim 1846 · Alemania | 2.ª                 | 2019-20             | 0    | 0    | 0    | 1                   | 0                   | 0                   | —                          | —                          | —                          | 1        | 0        | 0        |
| Heidenheim 1846 · Alemania | Total               | Total               | 4    | 0    | 0    | 1                   | 0                   | 0                   | —                          | —                          | —                          | 5        | 0        | 0        |
| Total en su carrera | Total en su carrera | Total en su carrera | 4    | 0    | 0    | 1                   | 0                   | 0                   | 0                          | 0                          | 0                          | 5        | 0        | 0        |
| (1) Incluye datos de la Copa de Alemania. (2) Incluye datos de la Liga de Campeones y la Liga Europa. (3) No incluye goles en partidos amistosos. |                     |                     |      |      |      |                     |                     |                     |                            |                            |                            |          |          |          |